# Opactwo Cystersów w Alcobaça
Opactwo Cystersów w Alcobaça (port: Mosteiro de Alcobaça, Mosteiro de Santa Maria de Alcobaça) – klasztor rzymskokatolicki położony w miejscowości Alcobaça, w Regionie Centrum.
Kościół i klasztor były pierwszymi budowlami gotyckimi w Portugalii i wraz z Klasztorem Santa Cruz w Coimbrze był jednym z najważniejszych średniowiecznych klasztorów w Portugalii.
Opactwo znajduje się na liście Pomników Narodowych od 1910.
Ze względu na swoje artystyczne i historyczne znaczenie został wpisany na listę światowego dziedzictwa UNESCO w 1989 roku.
W dniu 7 lipca 2007 został wybrany jako jeden z siedmiu cudów Portugalii.

## Historia
Klasztor został założony w 1153 roku przez pierwszego króla Portugalii, Alfonsa I Zdobywcę, jako pierwszy klasztor cysterski w podzięce za zdobycie miasta Santarém w 1147 roku. Klasztor wraz z 44 000 hektarami był królewską donacją dla zakonu cystersów, dzięki czemu stał się jednym z najważniejszych i najbardziej wpływowych klasztorów nie tylko w Portugalii, ale na całym półwyspie Iberyjskim.
W 1834 roku mnisi zostali zmuszeni do opuszczenia klasztoru, zgodnie z dekretem o zniesieniu wszystkich zakonów portugalskich, ogłoszonych przez Joaquima Antonio de Aguiar, ministra spraw kościelnych i sprawiedliwości rządu regencji Piotra I, księcia Bragança.

## Kompleks klasztorny
Klasztor był rozbudowywany przez kilka stuleci w oparciu o architekturę siedziby zakonu cystersów – Opactwa Clairvaux. Pierwszymi budynkami były budowany od 1178 gotycki kościół, który aktualnie jest największym kościołem gotyckim w Portugalii oraz pomieszczenia mieszkalne mnichów. W XIII wieku zbudowane zostały kapitularz, dormitorium i refektarz.

## Galeria

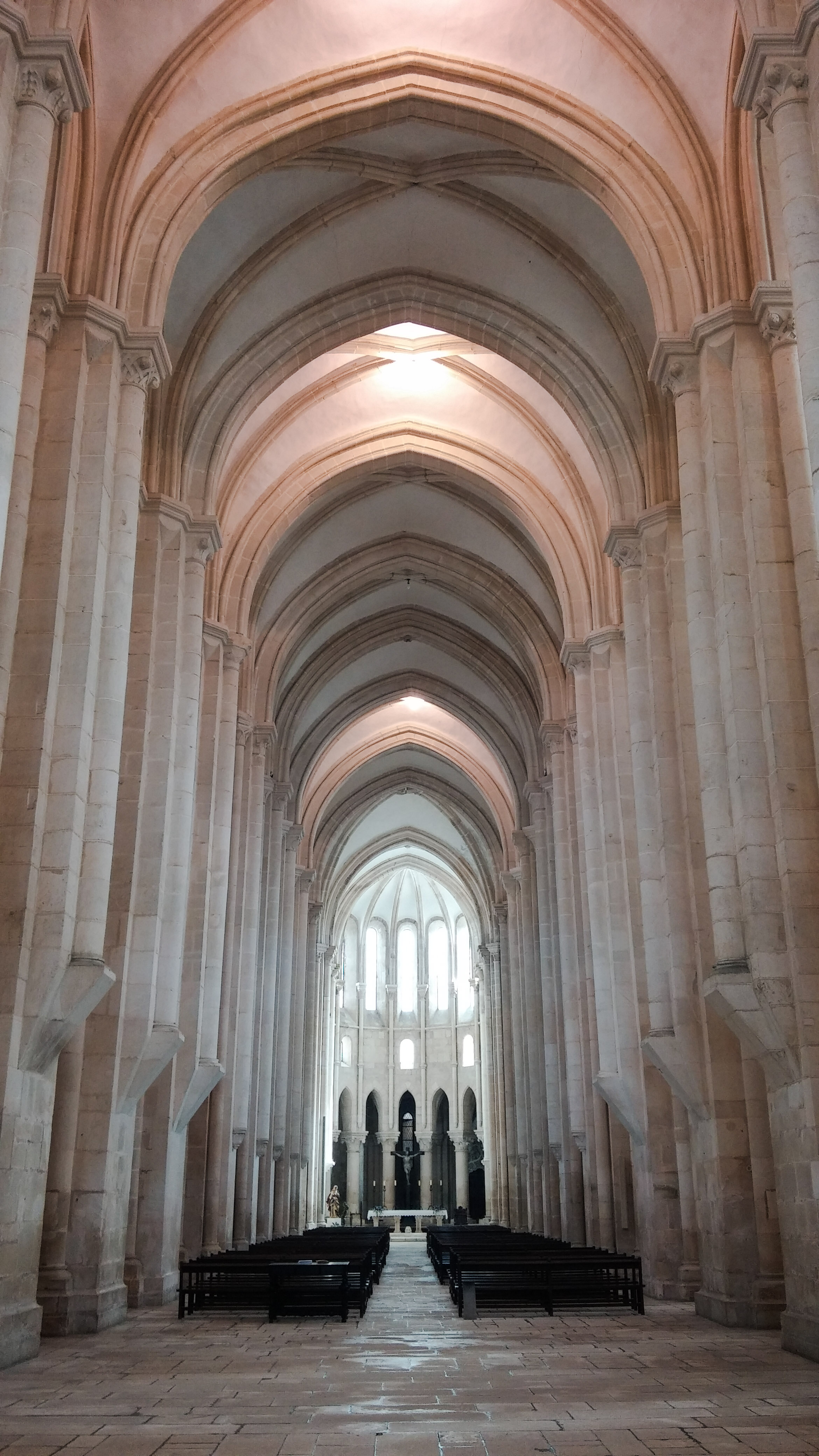
Nawa główna kościoła
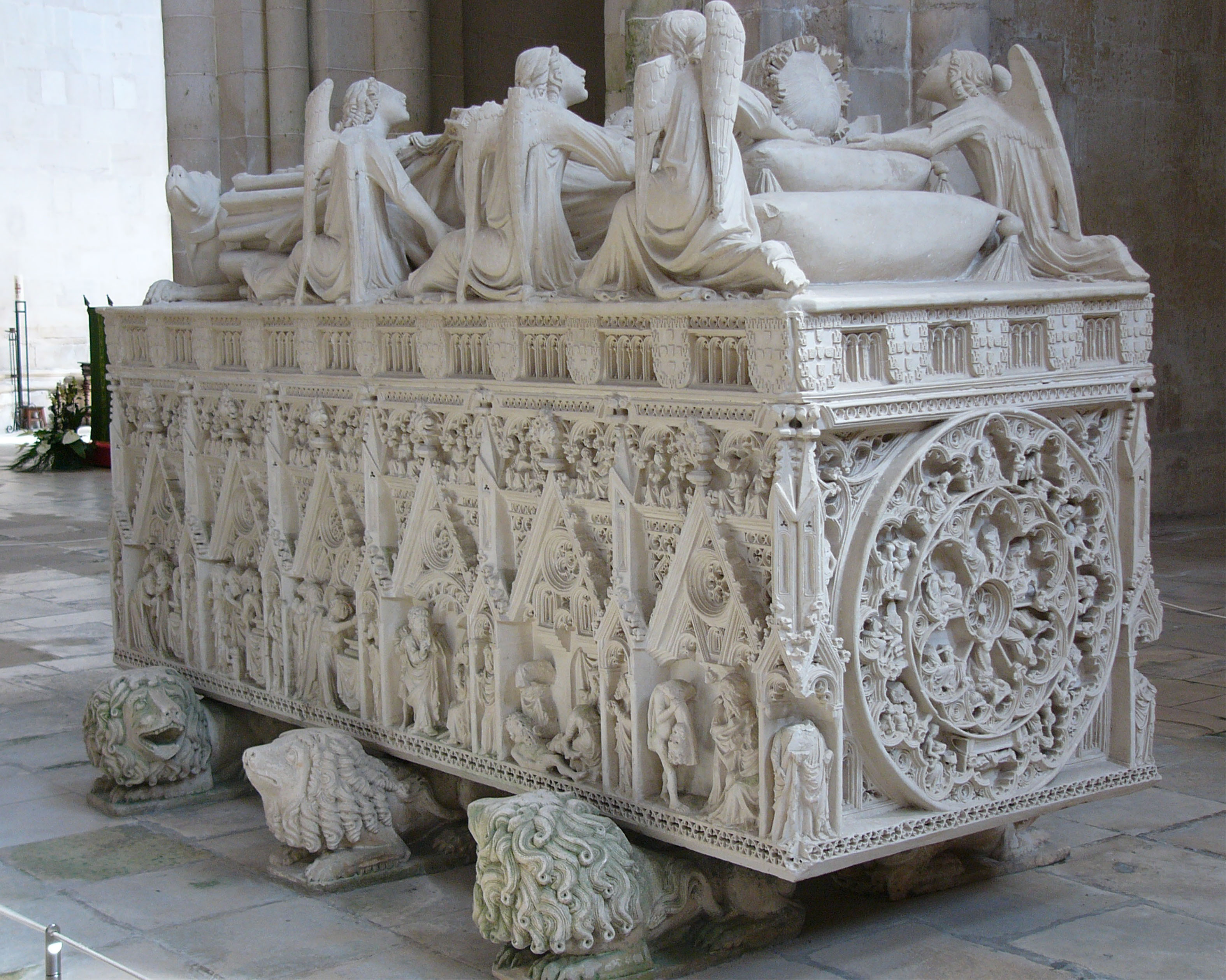
Grobowiec Piotra I, króla Portugalii
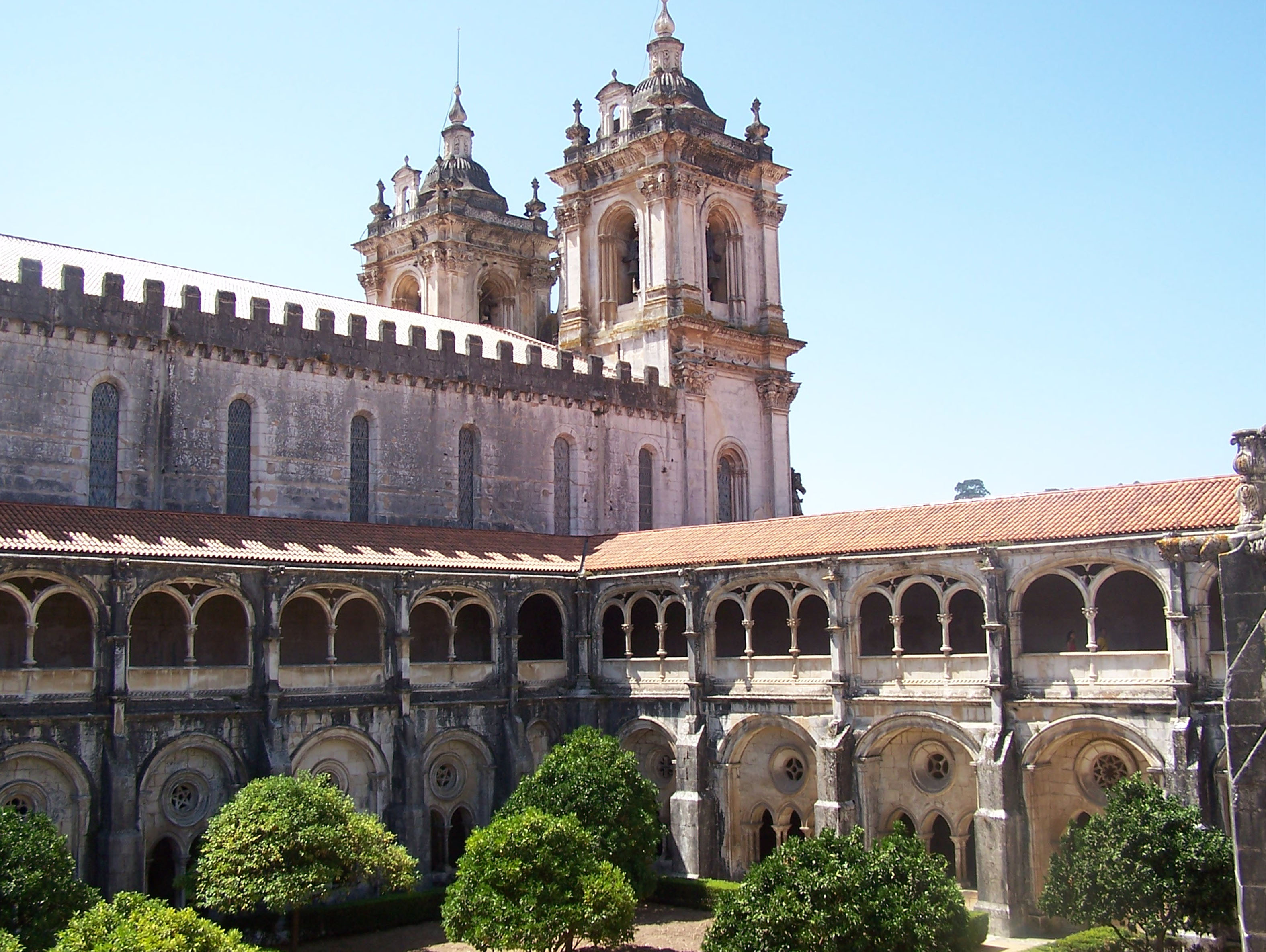
Krużganki klasztoru i kościół
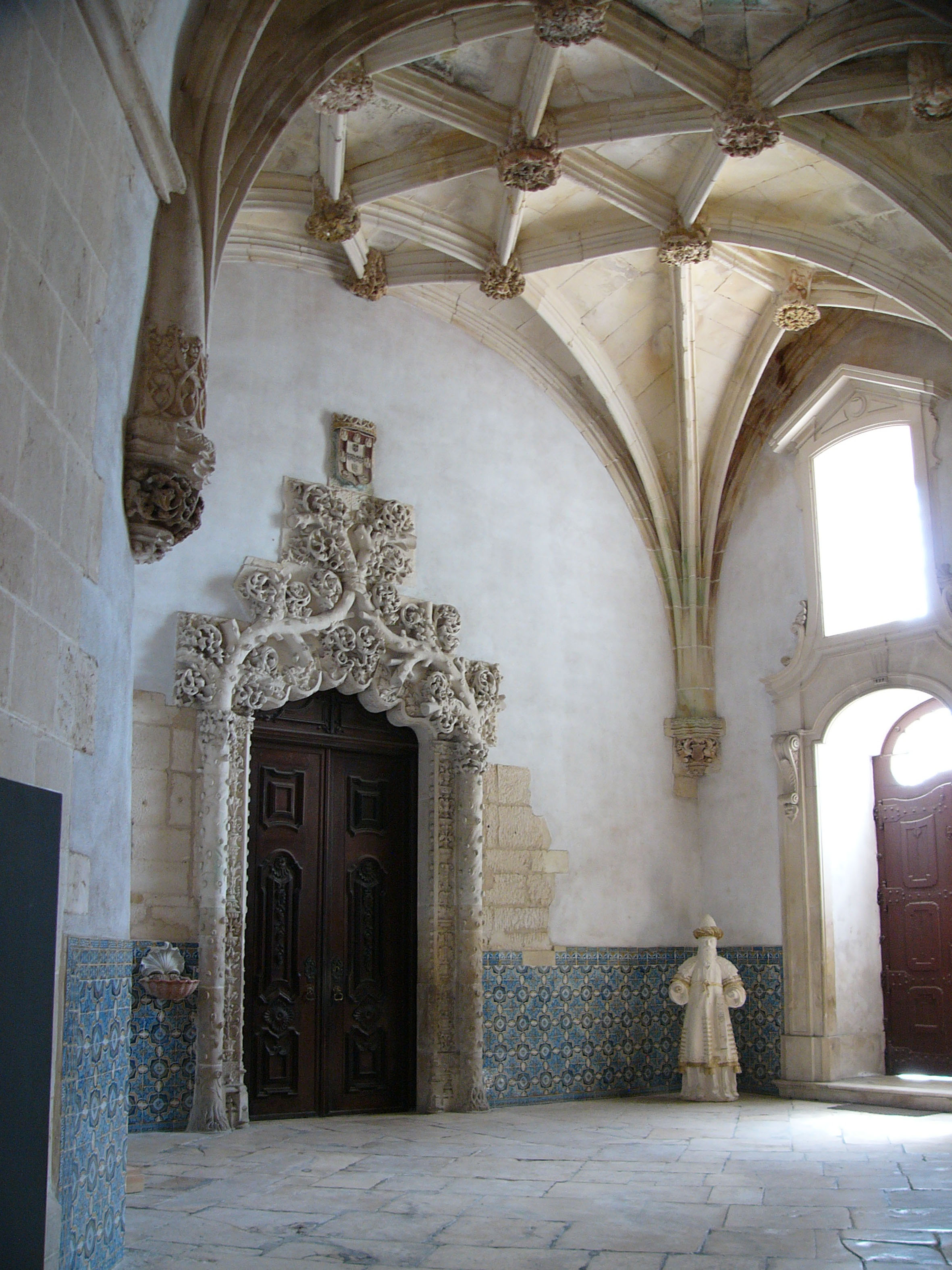
Portal do zakrystii w stylu manuelińskim
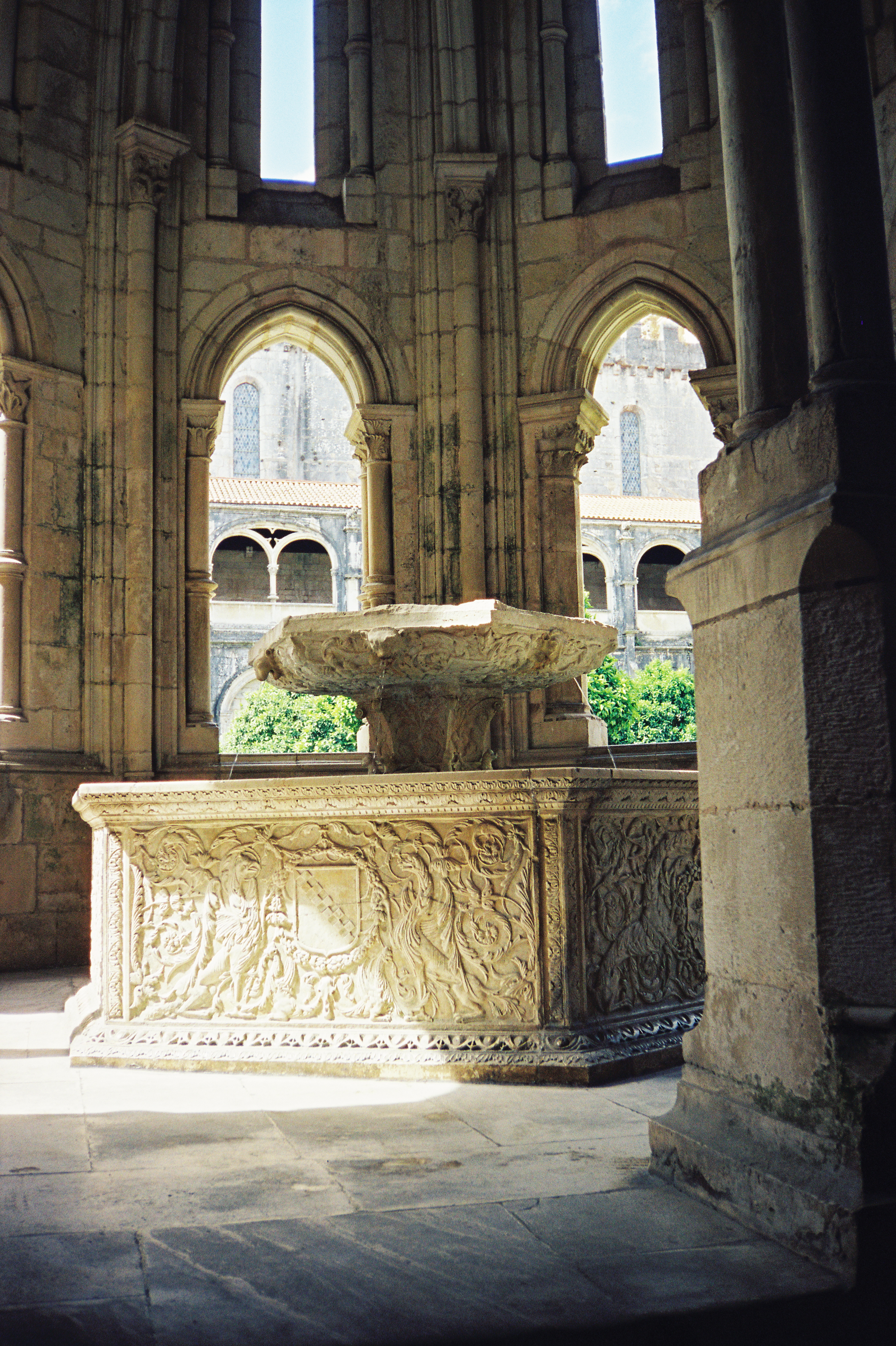
Renesansowa fontanna w gotyckim klasztorze